# Parabotia
Parabotia és un gènere de peixos de la família dels cobítids i de l'ordre dels cipriniformes.

## Distribució geogràfica
Es troba a Àsia: la Xina (com ara, Jiangxi) i el Vietnam, incloent-hi la conca del riu Amur.

## Taxonomia
- Parabotia banarescui (Nalbant, 1965)[14]
- Parabotia bimaculata (Chen, 1980)[15]
- Parabotia dubia (Kottelat, 2001)[7]
- Parabotia fasciata (Dabry de Thiersant, 1872)
- Parabotia kiangsiensis (Liu & Guo, 1986)
- Parabotia kimluani (Nguyen, 2005)[6]
- Parabotia lijiangensis (Chen, 1980)[15]
- Parabotia maculosa (Wu, 1939)[16]
- Parabotia mantschurica (Berg, 1907)[17]
- Parabotia parva (Chen, 1980)[18]
- Parabotia vancuongi (Nguyen, 2005)[6][11][19][20][21][22][23][24]

## Estat de conservació
Parabotia banarescui, Parabotia dubia, Parabotia fasciata, Parabotia kimluani, Parabotia lijiangensis, Parabotia maculosa i Parabotia vancuongi apareixen a la Llista Vermella de la UICN.